# 20324 Johnmahoney
20324 Johnmahoney è un asteroide della fascia principale. Scoperto nel 1998, presenta un'orbita caratterizzata da un semiasse maggiore pari a 2,5250991 UA e da un'eccentricità di 0,0405007, inclinata di 0,65560° rispetto all'eclittica.